# Flaga Gwinei Równikowej
Flaga Gwinei Równikowej – jeden z symboli narodowych Gwinei Równikowej.
Barwy flagi symbolizują morze – błękit; przyrodę i rolnictwo – zieleń; krew przelaną w walce o niepodległość – czerwień. W białym pasie umieszczono herb.
Uchwalona 12 października 1968 roku. Przywrócona 21 sierpnia 1979 roku. Proporcje 2:3.

Pierwsza flaga
Flaga z lat 1973–1979